# Eudistoma
Genre
Eudistoma est un genre d'ascidies coloniales de la famille des Polycitoridae.

## Liste des espèces
Selon World Register of Marine Species (12 janvier 2024) :
- Eudistoma accrum Millar, 1953
- Eudistoma albatrossae Tokioka, 1967
- Eudistoma album Monniot F., 1988
- Eudistoma almadiense Pérès, 1953
- Eudistoma alvearium Rocha & Oliveira, 2014
- Eudistoma amploides Tokioka, 1962
- Eudistoma amplum (Sluiter, 1909)
- Eudistoma anaematum Kott, 1990
- Eudistoma angolanum (Michaelsen, 1914)
- Eudistoma arenacea (Sluiter, 1909)
- Eudistoma arenosum Kott, 1957
- Eudistoma atrum Monniot F. & Monniot C., 1997
- Eudistoma atypicum Monniot F. & Monniot C., 2006
- Eudistoma aureum Kott, 1990
- Eudistoma austerum Hartmeyer, 1909
- Eudistoma australe Monniot F., 1978
- Eudistoma banyulense (Brément, 1912)
- Eudistoma bifurcum Monniot F. & Monniot C., 2006
- Eudistoma bituminis Monniot C., Monniot F., Griffiths & Schleyer, 2001
- Eudistoma bulbatum Kott, 1990
- Eudistoma caeruleum (Sluiter, 1909)
- Eudistoma caliginosum Monniot F. & Monniot C., 2008
- Eudistoma capsulatum (Van Name, 1902)
- Eudistoma carnosum Kott, 1990
- Eudistoma carolinense Van Name, 1945
- Eudistoma caverium Meenakshi, 2002
- Eudistoma circumvallatum (Sluiter, 1900)
- Eudistoma clarum (Van Name, 1902)
- Eudistoma clavatum Rocha & Bonnet, 2008
- Eudistoma clivosum Sanamyan, Schories & Sanamyan, 2010
- Eudistoma constrictum Kott, 1990
- Eudistoma convocatum Kott, 2008
- Eudistoma costai (Della Valle, 1877)
- Eudistoma diaphanes Ritter & Forsyth, 1917
- Eudistoma diasterum Monniot F. & Monniot C., 2008
- Eudistoma dioicum Monniot F. & Monniot C., 2008
- Eudistoma discederata Kott, 1981
- Eudistoma eboreum Kott, 1990
- Eudistoma elongatum (Herdman, 1886)
- Eudistoma etiennae Monniot F., 2007
- Eudistoma fasciculum Monniot F. & Monniot C., 1996
- Eudistoma fluorescens Monniot F. & Monniot C., 2001
- Eudistoma fragum Monniot F., 1988
- Eudistoma fucatum Monniot F. & Monniot C., 2001
- Eudistoma gilboviride (Sluiter, 1909)
- Eudistoma glabrum (Sluiter, 1919)
- Eudistoma glaucum (Sluiter, 1909)
- Eudistoma globosum Kott, 1957
- Eudistoma gracilum Kott, 1990
- Eudistoma hepaticum (Van Name, 1921)
- Eudistoma hospitale Monniot F., 1998
- Eudistoma ifani Monniot F., 1969
- Eudistoma illotum (Sluiter, 1898)
- Eudistoma inauratum Monniot F. & Monniot C., 2001
- Eudistoma incrustatum Monniot F. & Monniot C., 1996
- Eudistoma incubitum Kott, 1990
- Eudistoma kauderni (Michaelsen, 1921)
- Eudistoma kaverium Meenakshi, 2002
- Eudistoma kurilense Sanamyan, 1993
- Eudistoma laboutei Monniot F. & Monniot C., 2006
- Eudistoma lakshmiani Renganathan, 1986
- Eudistoma laysani (Sluiter, 1900)
- Eudistoma loricatum Sluiter, 1909
- Eudistoma maculosum Kott, 1990
- Eudistoma magalhaensis (Michaelsen, 1907)
- Eudistoma magnum Médioni, 1968
- Eudistoma malum Kott, 1990
- Eudistoma marianense Tokioka, 1967
- Eudistoma mexicanum Van Name, 1945
- Eudistoma microlarvum Kott, 1990
- Eudistoma miniaceus (Sluiter, 1909)
- Eudistoma modestum Sluiter, 1898
- Eudistoma molle (Ritter, 1900)
- Eudistoma mucosum (Drasche, 1883)
- Eudistoma multiperforatum (Sluiter, 1909)
- Eudistoma murrayi (Kott, 1957)
- Eudistoma niveum Monniot F. & Monniot C., 2006
- Eudistoma obscuratum (Van Name, 1902)
- Eudistoma occultum Monniot C., Monniot F., Griffiths & Schleyer, 2001
- Eudistoma olivaceum (Van Name, 1902)
- Eudistoma one Monniot C. & Monniot F., 1987
- Eudistoma ovatum (Herdman, 1886)
- Eudistoma pachecae Van Name, 1945
- Eudistoma paesslerioides (Michaelsen, 1914)
- Eudistoma partitum Monniot F. & Monniot C., 2008
- Eudistoma planum Pérès, 1948
- Eudistoma platense Van Name, 1945
- Eudistoma plumbeum (Della Valle, 1877)
- Eudistoma pluritestae Monniot F. & Monniot C., 2006
- Eudistoma posidonarium (Daumézon, 1908)
- Eudistoma pratulum Kott, 1990
- Eudistoma psammion Ritter & Forsyth, 1917
- Eudistoma punctatum Monniot F. & Monniot C., 2001
- Eudistoma purpureum Kott, 1990
- Eudistoma purpuropunctatum Lambert, 1989
- Eudistoma pustulosum Monniot F., 2012
- Eudistoma pyriforme (Herdman)
- Eudistoma ramosum Millar, 1953
- Eudistoma recifense Millar, 1977
- Eudistoma reginum Kott, 1990
- Eudistoma regularis (Sluiter, 1909)
- Eudistoma renieri (Hartmeyer, 1912)
- Eudistoma repens Millar, 1977
- Eudistoma rhodopyge (Sluiter, 1898)
- Eudistoma rigidum Tokioka, 1955
- Eudistoma ritteri Van Name, 1945
- Eudistoma roseum Vazquez & Ramos-Espla, 1993
- Eudistoma rubiginosum Monniot F. & Monniot C., 1996
- Eudistoma rubrum Tokioka, 1954
- Eudistoma sabulosum Kott, 1990
- Eudistoma sagamiana Tokioka, 1953
- Eudistoma saldanhai Millar, 1977
- Eudistoma santamariae Breton & Monniot F., 2007
- Eudistoma segmentatum (Sluiter, 1909)
- Eudistoma sluiteri Hartmeyer, 1909
- Eudistoma spiculiferum Millar, 1977
- Eudistoma stellatum Monniot F., 1988
- Eudistoma superlatum Kott, 1990
- Eudistoma surinamense Millar, 1978
- Eudistoma tarponense Van Name, 1945
- Eudistoma tigrum Kott, 1990
- Eudistoma toealensis Millar, 1975
- Eudistoma tokarae Tokioka, 1954
- Eudistoma tokiokai Nishikawa, 1990
- Eudistoma tridentatum (Heiden, 1893)
- Eudistoma tumidum Kott, 1990
- Eudistoma vannamei Millar, 1977
- Eudistoma versicolor Rocha & Oliveira, 2014
- Eudistoma vineum Monniot F. & Monniot C., 2001
- Eudistoma viride Tokioka, 1955
- Eudistoma vitiata Kott, 1981
- Eudistoma vitreum (Sars, 1851)
- Eudistoma vulgare Monniot F., 1988

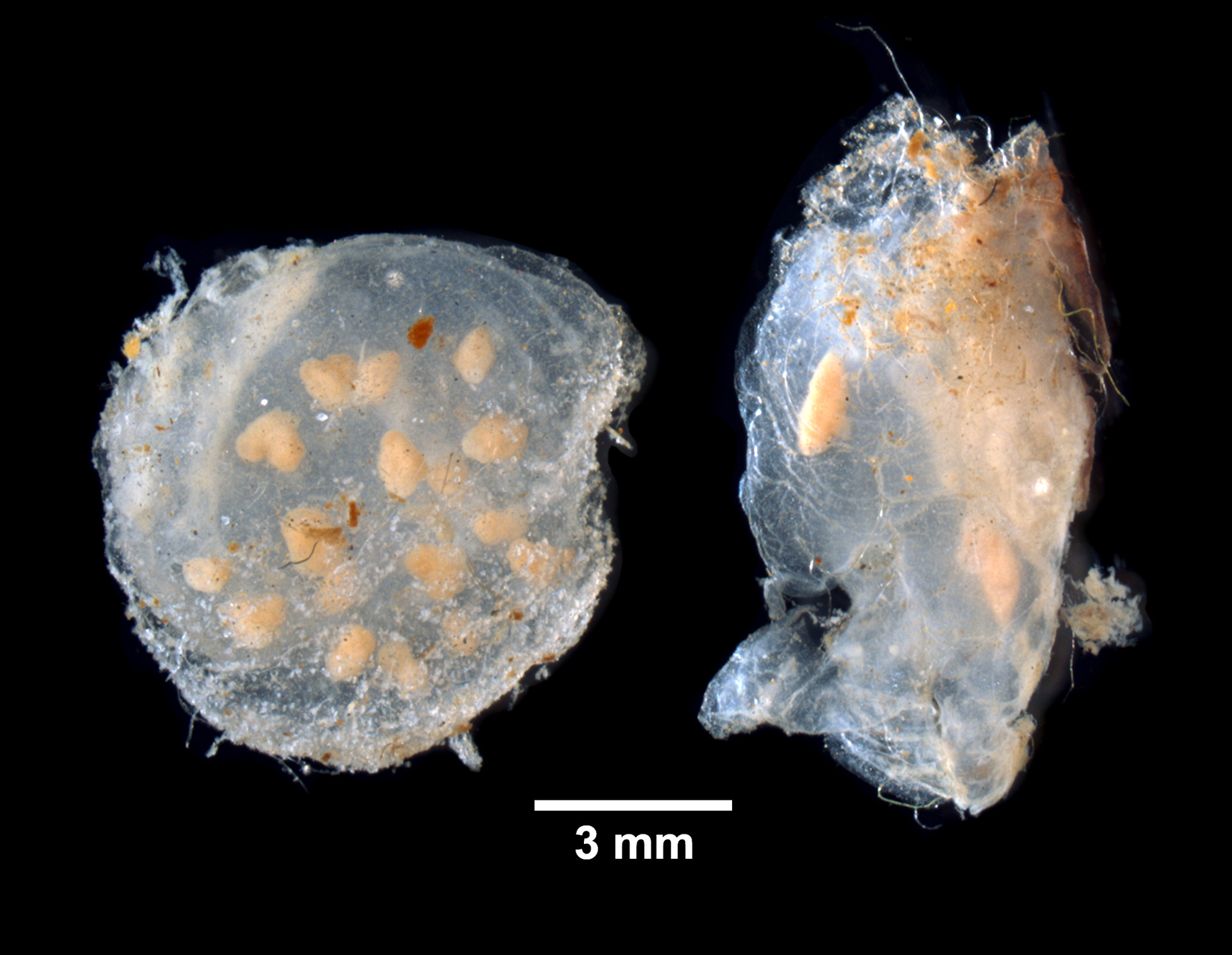
Eudistoma clarum (en Muséum).
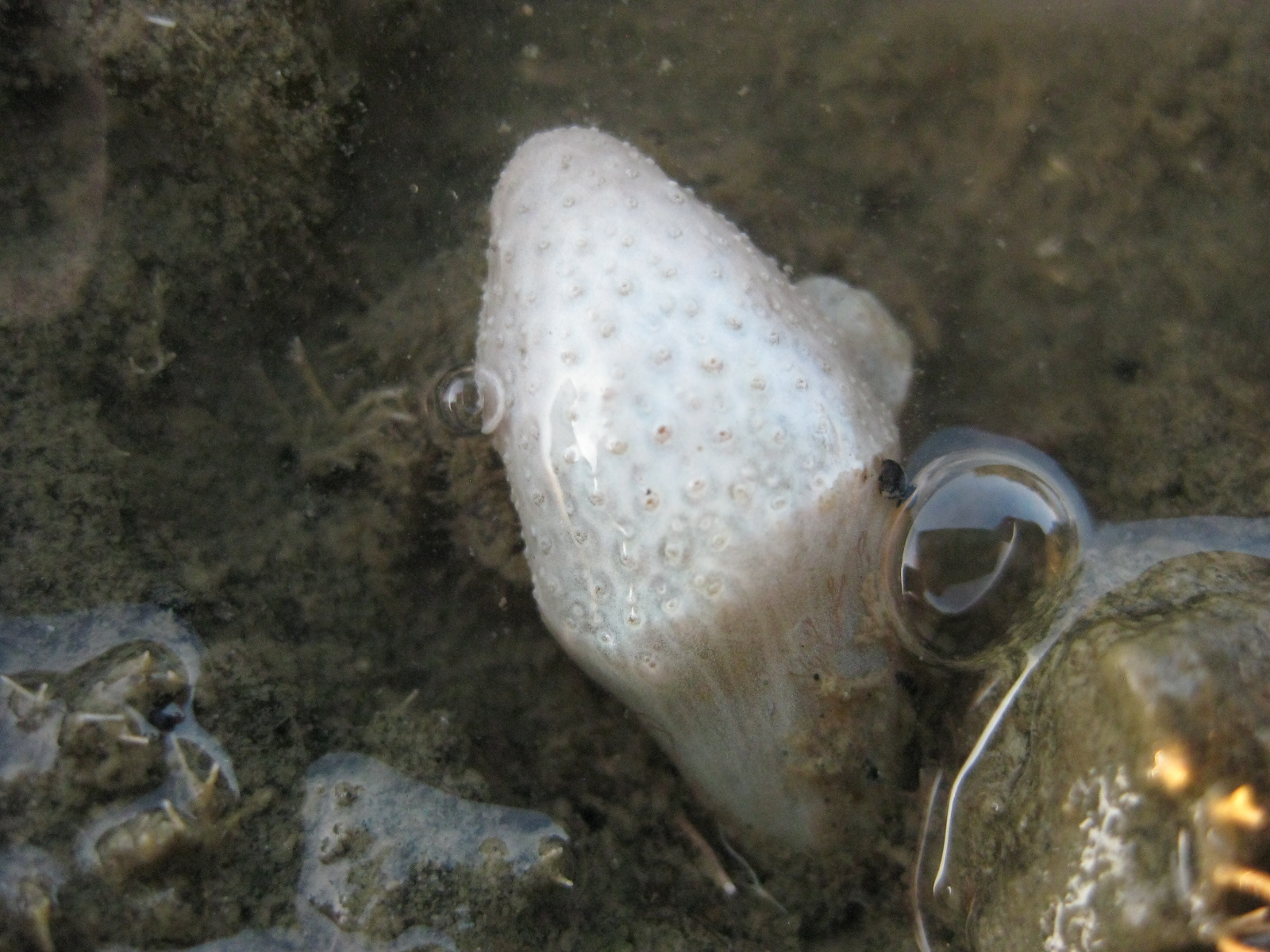
Eudistoma elongatum.
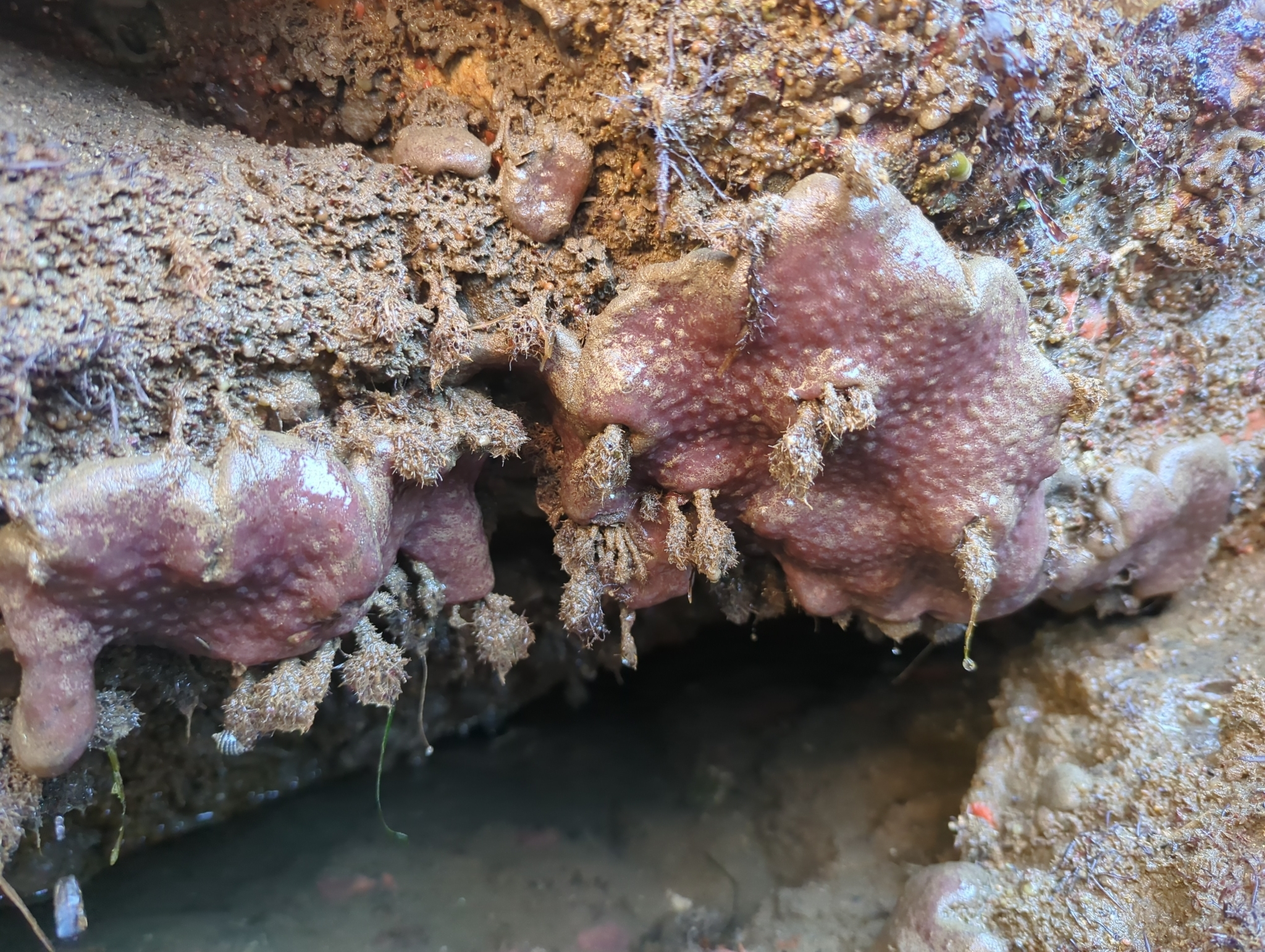
Eudistoma psammion.

## Systématique
Le nom valide complet (avec auteur) de ce taxon est Eudistoma Caullery, 1909.
Eudistoma a pour synonymes :
- Distoma Savigny, 1816
- Distomum Savigny, 1816
- Paessleria Michaelsen, 1909